# 约翰·多尔
约翰·多尔（英語：John Michael Doar，1921年12月3日—2014年11月11日），是一名美国纽约州律師、Doar Rieck Kaley & Mack律師事務所的高级合伙人。他因在1960年至1967年，在约翰·肯尼迪和林登·约翰逊时期，担任美国司法部民权司首席检察官助理而著名。他领导了一系列政府对于民权运动事件和南方地区选举，包括对詹姆斯·梅瑞狄斯的保护。

## 生平
多尔出生于明尼蘇達州明尼阿波利斯，并在第二次世界大战中，他效力于美國陸軍航空軍，担任飞行员。1944年，他毕业于普林斯顿大学，后于1949年，毕业于加州大學柏克萊分校法学院。1950年至1960年期间，他在威斯康辛州新里士满市的一个家族经营的律师事务所供职。
1960年至1967年期间，他担任美国司法部民权司助理，后升任首席检察官助理，此间他参与到数起重要的非裔美國人民權運動。1961年，他和助手约翰·席根塔勒在亚拉巴马州蒙哥马利保护自由乘车者。1962年，他在与罗斯·巴尼特的对抗中，抵抗巴尼特的阻拦，并保护詹姆斯·梅瑞狄斯进入种族隔离下的密西西比大学。他还起诉科利·勒罗伊·维尔金斯謀殺维奥拉·刘易佐。1963年，民权运动领袖梅加·埃弗斯在家门前遭到暗杀，民众集结起来表达愤怒，多尔代表政府成功处理调停。
他还起诉了大量联邦案件，包括起诉私刑处死安德鲁·古德曼、迈克尔·施韦尔纳的谋杀案。多尔此后起草了《1964年权利法案》，林登·约翰逊随后签署以增强保护美国公民权利。1965年3月，他在第三次塞尔玛至蒙哥马利游行期间，首次访问了蒙哥马利，并以首席检察官助理的身份参加了此次游行。
1967年，他离开公职，并供职于贝德福德·司徒维桑特发展有限公司（Bedford Stuyvesant Development Corporation）。1974年，重返政坛的他被任命为美国众议院司法委员会首席顾问，随后审查水门事件、起草文书弹劾总统理查德·尼克松。之后他供职于纽约市的Doar, Rieck, Kaley, & Mack律师事务所。
2012年，多尔获得总统自由勋章。2014年，多尔因为心脏衰竭，死于纽约州纽约市，享年92岁。

## 电影
电影《密西西比在燃烧》（1988年）描写当时三名公民权利运动者被谋杀的历史。

## 延伸阅读
- Linder, Douglas O. . Mississippi Law Journal. Winter 2002, 72 (2). (available online)
- John Doar. . Florida State University Law Review. 1997, 25 (1). (available online)
- . Washington University at St. Louis.   [20 August 2011]. （原始内容存档于2016-02-21）.